# Villanueva de Oscos
Villanueva de Oscos ist eine Gemeinde in der autonomen Gemeinschaft Asturien im Norden Spaniens.

## Lage
Die Gemeinde ist begrenzt von Castropol und Vegadeo im Norden, von Illano im Osten, von Taramundi im Westen und von San Martín de Oscos und Santa Eulalia de Oscos im Süden.

## Geschichte
Funde aus der Steinzeit, bestätigen die frühe Besiedelung der Region.
Auch die Römer hatten hier mehrere Kastelle deren Spuren noch heute erkennbar sind.

## Der Jakobsweg
Das Zisterzienserkloster (Monasterio de Santa María de Villanueva) ist eine Station am Jakobsweg, dem Camino del Norte.

## Verkehrsanbindung
Von Vegadeo Richtung (20 km) Richtung Los Oscos auf der AS-11, die Abfahrt Garganta, der AS-13 folgen.
Flughafen Oviedo, 185 km, und Rozas.

## Natürliche Gegebenheiten
Der überwiegend aus Kalk- und Sandstein bestehende Untergrund mit dem O Filso (1.202 m) als höchste Erhebung ist typisch für diese küstennahe, waldreiche Region.
Der Rio Vilanova, ein Zufluss des Rio Suaron.
Wie in weiten Teilen Asturiens herrscht durch die Nähe zum Golfstrom hier ein beinahe mediterranes Klima mit warmen, trockenen Sommern aber kalten Wintern vor, im Herbst kommt es mitunter zu relativ starken Stürmen.

## Politik
| Historische Entwicklung im Gemeinderat von Villanueva de Oscos |      |      |      |      |      |      |      |      |      |      |
| Partei                                                         | 1979 | 1983 | 1987 | 1991 | 1995 | 1999 | 2003 | 2007 | 2011 | 2011 |
| PSOE                                                           | 1    | 1    | 4    | 4    | 5    | 5    | 4    | 5    | 6    | 6    |
| CD / AP / PP                                                   |      | 1    | 2    |      | 2    | 1    | 3    | 2    | 1    | 1    |
| UCD / CDS                                                      | 6    |      | 1    | 3    |      |      |      |      |      |      |
| JIU                                                            |      |      |      | 1    |      |      |      |      |      |      |
| URAS                                                           |      |      |      |      |      | 1    |      |      |      |      |
| Parteilose                                                     |      | 5    |      |      |      |      |      |      |      |      |
| Total                                                          | 7    | 7    | 9    | 7    | 7    | 7    | 7    | 7    | 7    | 7    |

## Wirtschaft

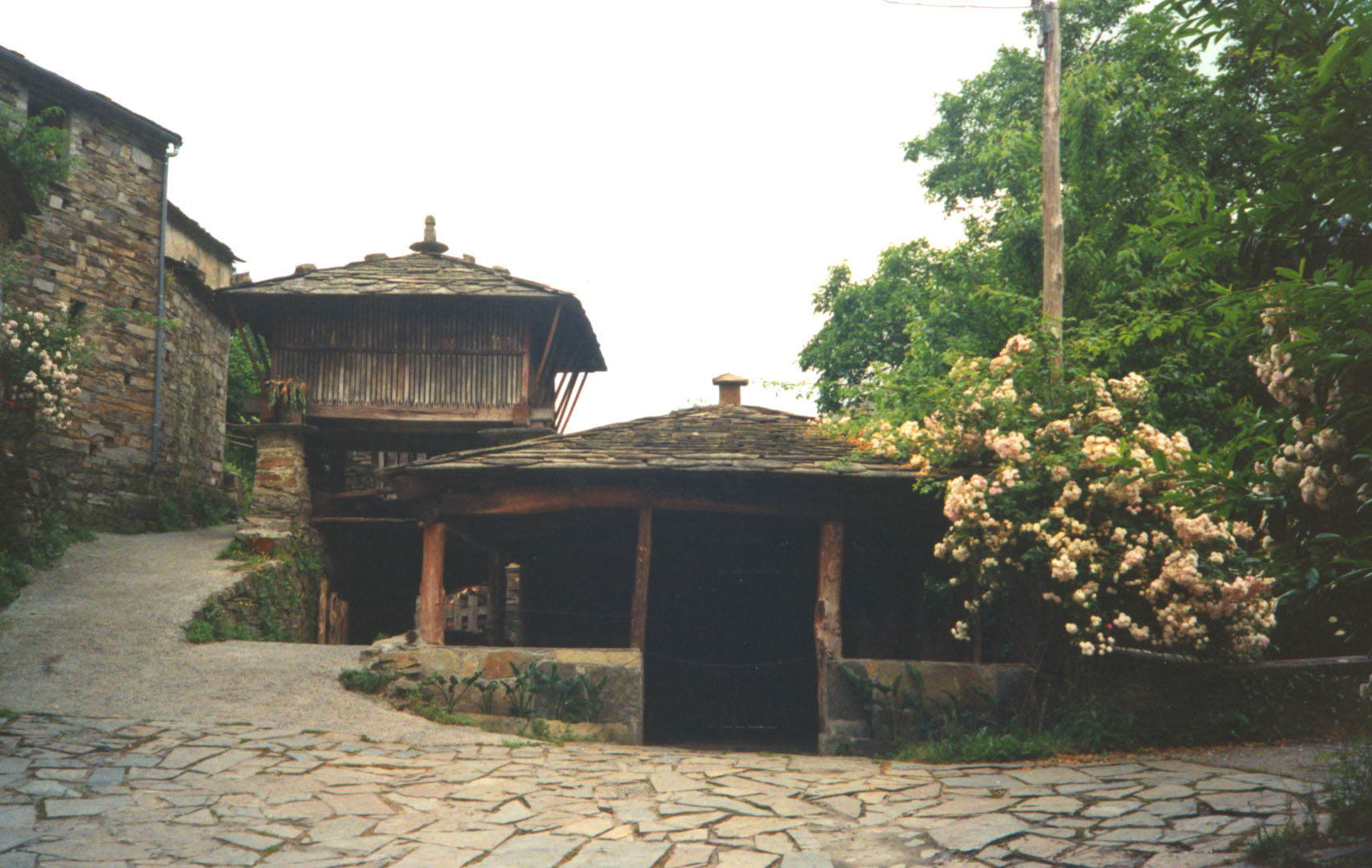
typischer Hórreo im benachbarten Taramundi

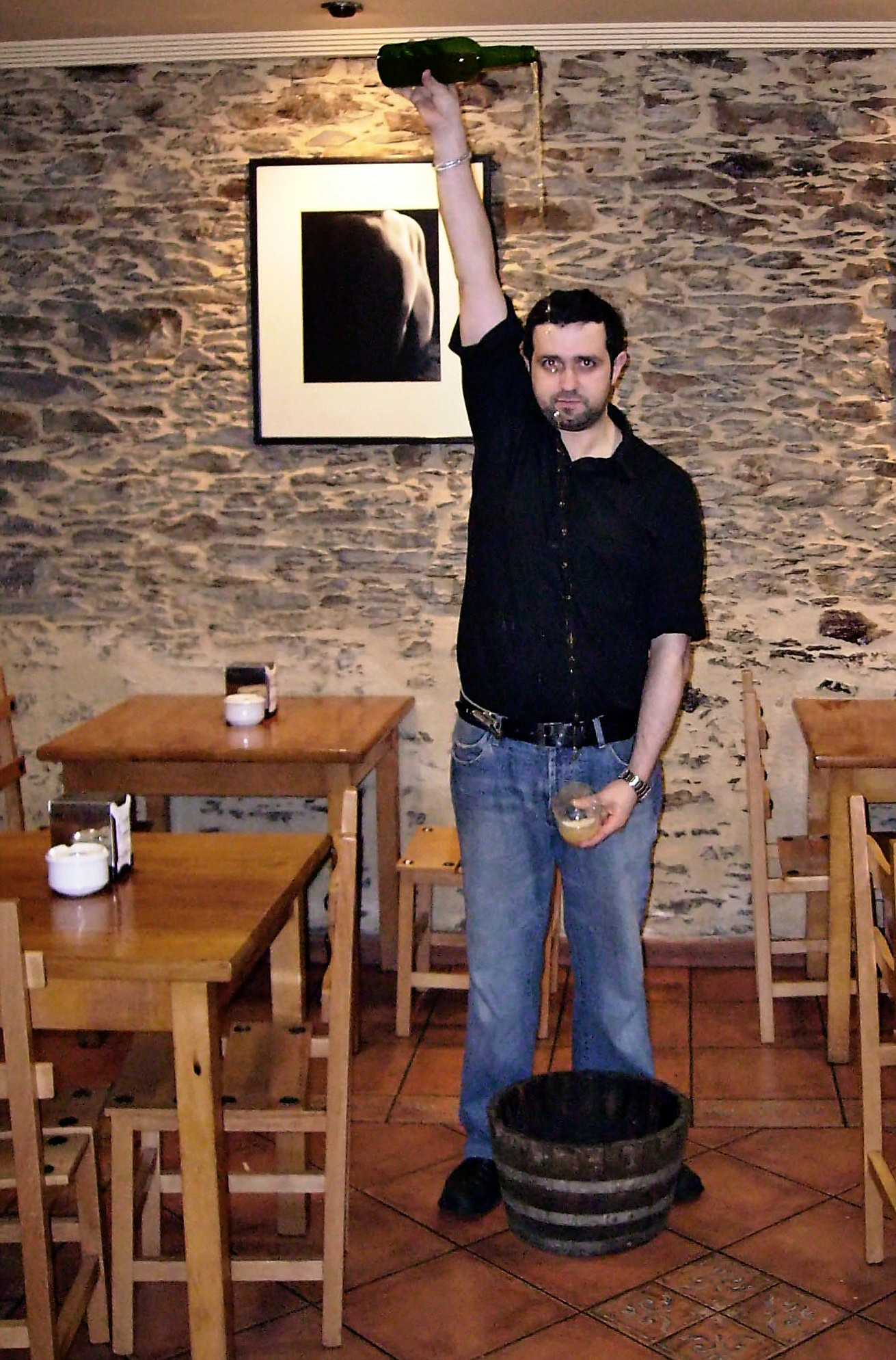
Nur wenn man den Sidra so einschenkt, schmeckt er wirklich.

Wie in weiten Teilen Asturiens ist die Landwirtschaft hier seit alters her der größte Erwerbszweig was die vielen alten Hórreos belegen. Die Nähe zur Ria del Eo und die waldreiche Gegend lassen die Tourismusindustrie sehr stark wachsen. Handel und Produktion findet nur in kleinen und mittelständischen Betrieben statt. Viele Landwirte haben sich auf die Produktion von Mostäpfeln für den asturischen Sidra spezialisiert welcher hier ein „Nationalgetränk“ ist.
Auch zwei Viehmärkte werden hier abgehalten:
- Feria de Ganado in La Bobia, 30. Mai
- Feria anual de Ganado in La Garganta 26. Juli und 29. September

| TOTAL | 115 | 100   |
| Ackerbau, Viehzucht und Fischerei                                                                             | 51  | 44,35 |
| Industrie | 0   | 0,00  |
| Bauwirtschaft                                                                                                 | 16  | 13,91 |
| Dienstleistungsbetriebe                                                                                       | 48  | 41,74 |
| * Daten aus dem Statistischen Amt für Wirtschaftliche Entwicklung in Asturien, Stand 2009 (PDF; 75 kB), SADEI |     |       |

## Sehenswürdigkeiten

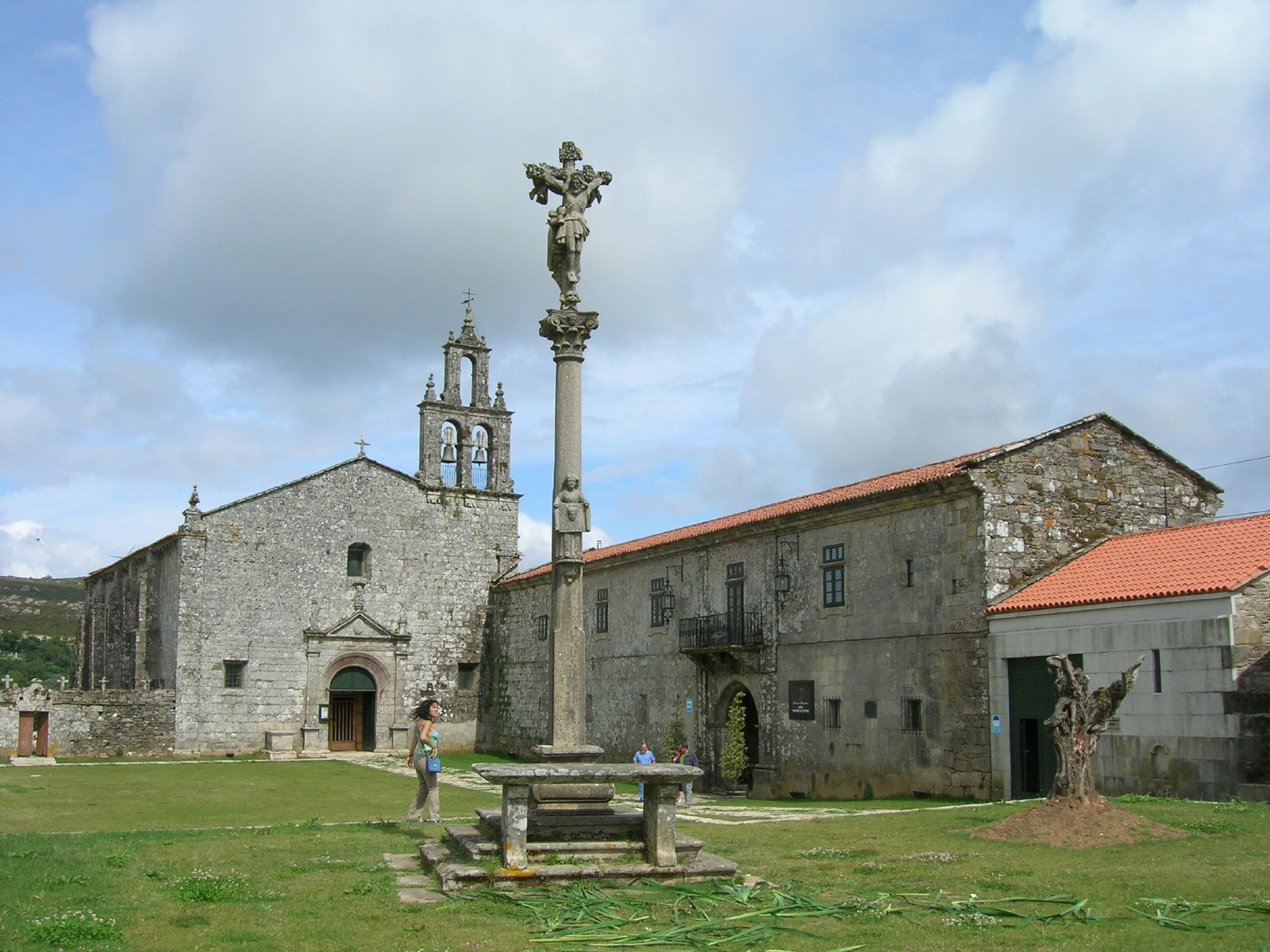
Kloster Acibeiro

- Zisterzienserkloster (Monasterio de Santa María de Villanueva) von 1203 (Aufhebung 1835)43° 18′ 37,8″ N, 6° 58′ 52″ W
- Casa de Guzmán und Iglesia (Kirche) in Martul

## Feste und Feiern
- Feria de Santa Ana, 26. Juli in La Garganta
- San Antonio, 2. Wochenende im August, in Bustapena
- Santa María, 1. Sonntag im September, en Villanueva
- San Juan Degollado in Martul

## Gliederung
Die Gemeinde ist in vier Parroquias unterteilt.
- San José Gestoso 106 Einwohner (2006)
- Martul 31 Einwohner (2006)
- San Cristóbal 27 Einwohner (2006)
- Villanueva 66 Einwohner (2006)

(Quelle: INE)
Folgende Weiler und Dörfer gehören zur Gemeinde:
Salgueiras, Gestoso (Xestoso), Martul Regodeseves (Regodesebes), Villar Pasarón, Batribán, Cotarelo, Morán, As Toleiras, Cimadevila, Salcedo, Sanamede, Trabadelo, A Bovia, Busdemouros, El Busquete, Moureye, San Cristobal (San Cristobo) und A Sela de Murias.
(Quelle: INE)